# Limopsis tenuiradiata
Limopsis tenuiradiata is een tweekleppigensoort uit de familie van de Limopsidae. De wetenschappelijke naam van de soort is voor het eerst geldig gepubliceerd in 1931 door Cotton.